# Griffin Shields
Griffin Shields (* 18. Februar 1995) ist ein US-amerikanischer Volleyballspieler.

## Karriere
Shields begann seine Karriere an der Neuqua Valley High School in Naperville. Von 2014 bis 2017 studierte er am Catharge College. 2018 wurde der Diagonalangreifer vom deutschen Bundesligisten TSV Herrsching verpflichtet.